# Goyenia marplesi
Goyenia marplesi là một loài nhện trong họ Desidae.
Loài này thuộc chi Goyenia. Goyenia marplesi được miêu tả năm 1970 bởi Raymond Robert Forster.